# VRChat
VRChat é um jogo eletrônico do gênero multijogador massivo online (MMO) e uma plataforma de mundo virtual. Criada por Graham Gaylor e Jesse Joudrey, e operada pela VRChat Inc, a plataforma permite que os jogadores interajam uns com os outros de forma on-line com avatares em mundos tridimensionais (3D) criados pelos usuários. VRChat foi projetado principalmente para uso com headsets de realidade virtual (VR), como os das séries Oculus Rift e Oculus Quest, os dispositivos da SteamVR (como o HTC Vive) e o Windows Mixed Reality, mas também pode ser usado sem o VR em um modo "área de trabalho" projetado para um mouse e teclado ou gamepad.
VRChat foi lançado pela primeira vez como um aplicativo do Microsoft Windows para o protótipo Oculus Rift DK1 em 16 de janeiro de 2014 e foi lançado para o programa de acesso antecipado da Steam em 1 de fevereiro de 2017.

## Recursos

### Jogabilidade
A jogabilidade de VRChat é semelhante à de jogos como Second Life e Habbo Hotel. Os jogadores podem criar seus próprios mundos instanciados nos quais podem interagir uns com os outros por meio de avatares virtuais. Um kit de desenvolvimento de software (SDK) para Unity lançado junto com o jogo dá aos jogadores a habilidade de criar ou importar modelos de personagens para serem usados na plataforma, assim como construir seus próprios mundos.
Os modelos dos personagens são capazes de suportar "sincronização labial de áudio, rastreamento e piscar de olhos, e amplitude de movimento completa".
VRChat também pode ser executado no "modo área de trabalho" sem um headset de realidade virtual (VR), que é controlado usando um mouse e teclado ou um gamepad. Alguns conteúdos possuem limitações no modo área de trabalho, como a incapacidade de mover livremente os membros de um avatar ou realizar interações que exijam mais de uma mão.
Em 2020, uma nova linguagem de programação visual foi introduzida, conhecida como "Udon", que usa um sistema de gráfico Node. Embora ainda seja considerado um software alfa, tornou-se utilizável em mundos acessíveis ao público a partir de abril de 2020. Um compilador de terceiros conhecido como "UdonSharp" foi desenvolvido para permitir que scripts dos mundos sejam escritos em C#.

### Confiança e segurança
Os usuários de VRChat são classificados em vários "níveis de confiança", com base em fatores como o uso da plataforma. Todos os usuários começam na classificação "Visitor" (cinza). Quando promovidos para a classificação "New User" (azul), eles possuem a capacidade de fazer upload de seu próprio conteúdo usando o SDK do VRChat. Isso é seguido por "User" (verde), "Known User" (laranja), "Trusted User" (roxo) e "friends" (amarelo). Os usuários podem optar por alternar comunicações, avatares e recursos com base em seu nível de confiança.

### VRChat Plus
Em novembro de 2020, o serviço anunciou um nível de assinatura conhecido como "VRChat Plus". Ele permite que os usuários exibam uma imagem personalizada em suas placas de identificação, aumenta o número de avatares que podem salvar em seus favoritos de 50 para 300, concede a eles uma "classificação de confiança aumentada", permite que eles anexem uma foto do jogo a uma solicitação de convite, alguns recursos exclusivos para a câmera, como a função Dolly, que permite criar movimentos automáticos, possibilitando a criação de cenas cinematográficas, um Drone totalmente pilotável, utilizado para imagens aéreas e à distância e a função "Print", permitindo imprimir a foto virtualmente, possibilitando aos jogadores visualizarem e salvarem a captura.

## Suporte dehardware
VRChat possui suporte para um grande número de headsets e acessórios de realidade virtual compatíveis com o sistema Microsoft Windows, incluindo a linha Oculus e headsets compatíveis com SteamVR, como a série HTC Vive e o Valve Index. Um porte de VRChat também está disponível como um aplicativo nativo para o Oculus Quest, que suporta uma jogabilidade multiplataforma com usuários de Windows; devido a limitações de hardware, apenas mapas e avatares otimizados dentro de restrições específicas podem ser acessados na versão de Oculus Quest.
O rastreamento de dedos e o reconhecimento de gestos são suportados em controles como o Index Controller e o Oculus Touch, permitindo que os movimentos dos dedos dos usuários sejam refletidos por seu avatar e as poses das mãos acionem animações vinculadas (como uma expressão facial correspondente). VRChat também suporta rastreamento de corpo inteiro pelo SteamVR para captura de movimentos da cintura e das pernas, normalmente usando os periféricos Vive Tracker da HTC ou dispositivos alternativos (como o Kinect).

## Comunidade
A popularidade de VRChat foi atribuída ao uso por youtubers e streamers da Twitch. O jogo gerou mídias como um jornal semanal em seus fóruns, talk shows e podcasts dedicados a uma discussão sobre o jogo.
Depois de uma onda inicial de popularidade viral após seu lançamento, a pandemia de COVID-19 estimulou um aumento constante de usuários simultâneos de VRChat ao longo de 2020. Houve picos registrados na visualização de streams na Twitch relacionados ao VRChat na metade de 2020 e setembro de 2020. O serviço relatou um recorde de mais de 24 mil usuários simultâneos no fim de semana de Halloween (com mais da metade usando-o em uma plataforma de VR), estimulado por eventos de feriados e o recente lançamento do Oculus Quest 2.
Em 31 de dezembro de 2020, o serviço registrou um novo recorde de mais de 40 mil usuários simultâneos na véspera de ano-novo, a ponto de sofrer uma grande interrupção por volta da meia-noite no fuso horário do leste devido a um provedor de segurança ter confundido o aumento como um ataque de negação de serviço.

## Na cultura popular

### Ugandan Knuckles
VRChat deu origem a um meme conhecido como "Ugandan Knuckles", no qual os jogadores usam modelos cômicos do personagem Knuckles the Echidna, da franquia Sonic the Hedgehog, enquanto repetem o bordão "Do you know the way?" em uma simulação de sotaque africano. O modelo e a movimentação dos jogadores originaram-se de uma revisão do youtuber Gregzilla e do streamer da Twitch, Forsen, respectivamente, além de falas do filme ugandês Who Killed Captain Alex?. Isso gerou uma reação negativa de muitas fontes; Julia Alexander, da Polygon, o classificou como "descaradamente racista" e um "meme problemático", comparando-o aos ataques de Habbo Hotel, e Jay Hathaway, do The Daily Dot, o chamou de uma "caricatura racista". O criador do modelo 3D usado no meme lamentou por tê-lo feito e pediu aos jogadores que "não usem isso para incomodar os usuários do VRChat". Em resposta, os desenvolvedores do jogo publicaram uma carta aberta no Medium, afirmando que eles estavam desenvolvendo "novos sistemas para permitir que a comunidade se automoderasse melhor" e pedindo aos usuários que usassem os recursos integrados de silenciamento.

### Música e dança
A plataforma atraiu várias comunidades e eventos voltados para a música; dançarinos aproveitaram o suporte de rastreamento de corpo inteiro para oferecer apresentações e aulas virtuais no VRChat, incluindo balé, break e pole dance.
Eventos on-line de dance music também ocorreram no VRChat, especialmente desde a pandemia do COVID-19. Eles são organizados por coletivos como Loner Online, acontecem dentro de casas noturnas virtuais e, às vezes, transmitidos simultaneamente em plataformas de transmissão ao vivo como a Twitch. O mundo do Loner foi notado por um escritor da NME por sua atenção aos detalhes na recriação de uma experiência de clube underground, e também por possuir banheiros.
Em junho de 2020, o músico eletrônico francês Jean-Michel Jarre apresentou uma experiência de concerto virtual no VRChat, chamado "Alone Together". Em 31 de dezembro de 2020, Jarre apresentou um segundo concerto virtual para a véspera de ano-novo, "Welcome to the Other Side", dentro do VRChat e transmitido em outras plataformas de rádio, televisão e on-line. O evento aconteceu na catedral de Notre-Dame, com Jarre apresentando a performance pessoalmente do lado de fora da catedral e o evento virtual usando uma recriação de seu interior.

## Controvérsia
Em fevereiro de 2022, um pesquisador da BBC News, se passando por uma menina de 13 anos, testemunhou aliciamento, material sexual, insultos racistas e uma ameaça de estupro no VRChat. O chefe da política de segurança infantil on-line da Sociedade Nacional para a Prevenção da Crueldade com as Crianças, Andy Burrows, acrescentou que a investigação encontrou "uma combinação tóxica de riscos". O pesquisador da BBC baixou o VRChat de uma loja de aplicativos do headset Oculus Quest do Facebook, sem uma análise de verificação de idade — o único requisito é ter uma conta no Facebook. A pesquisadora da BBC News criou um perfil falso para configurar sua conta — e sua identidade real não foi verificada. Embora o Oculus possua um formulário em que os usuários possam denunciar abusos, o Centro de Combate ao Ódio Digital afirmou que a Meta raramente os leva a sério, e mesmo após um relato de cem violações de política no Oculus, eles não receberam uma resposta. Imran Ahmed, executivo-chefe da instituição de caridade, classificou a Meta como "uma fossa de ódio, pornografia e aliciamento infantil".